# Мехарри (гора)
Мехарри (англ. Mount Meharry) — высшая точка австралийского штата Западная Австралия.

## География
Мехарри является высшей точкой австралийского штата Западная Австралия. Гора расположена в горной цепи Мас, в юго-западной части Национального парка Кариджини региона Пилбара, примерно в 135 км от города Уитнум и в 160 км от Том-Прайс. Высота над уровнем моря составляет 1253 м.

## История
Гора Мехарри названа в честь Уильяма Томаса Мехарри (1912—1967), главного инженера-геодезиста Южной Австралии с 1959 по 1967 года. Гора была открыта в 1967 году экспедицией во главе с Тревором Маркли. В ней же участвовал и Томас Мехарри, который выполнил расчёты, подтвердившие, что открытая гора была высшей точкой Западная Австралии, превосходя гору Брус всего на 15 м.
После неожиданной смерти Мехарри 16 мая 1967 года Номенклатурный совещательный комитет (ныне Комитет географических названий) рекомендовал министру земель назвать недавно открытый пик в его честь. Эта рекомендация была официально выполнена 28 июля 1967 года, а 15 сентября 1967 года название Мехарри было опубликовано в правительственной газете Западной Австралии.
В 1999 году в Комитет географических названий обратилась Джина Райнхарт, дочь австралийского магната Лэнга Хэнкока, с просьбой переименовать гору в его честь. Она мотивировала свой шаг тем, что её отец открыл в регионе первые месторождения железной руды. Однако просьба была отклонена. Впоследствии идею переименования лоббировал и Джордж Галлоп, премьер Западной Австралии с 2001 по 2006 года.